# Theodor Teodorini
Theodor Teodorini (n. 1823, Iași - d. 1873, Viena) a fost un actor și regizor român, primul director al Teatrului din Craiova. A făcut studii la Academia  Mihăileană, cu Costache Caragiale, și a urmat cursurile Conservatorului Filarmonic Dramatic înființat de Gheorghe Asachi. A fost la studii de specializare în Italia. A debutat în anul 1847 la Iași în piesa Jitnicerul Vadră. A jucat în piese de teatru la Teatrul Național din Iași în piesa Don Cezar de Bazan, de Dumanoir și d’Ennery  (1847), în Robert, șeful bandiților, în Sfărâmarea corabiei, în Meduza, în Clopotarul de la Sf. Pavel și a avut rolul principal în opereta românească Baba Hârca, jucată la 26 decembrie 1848.

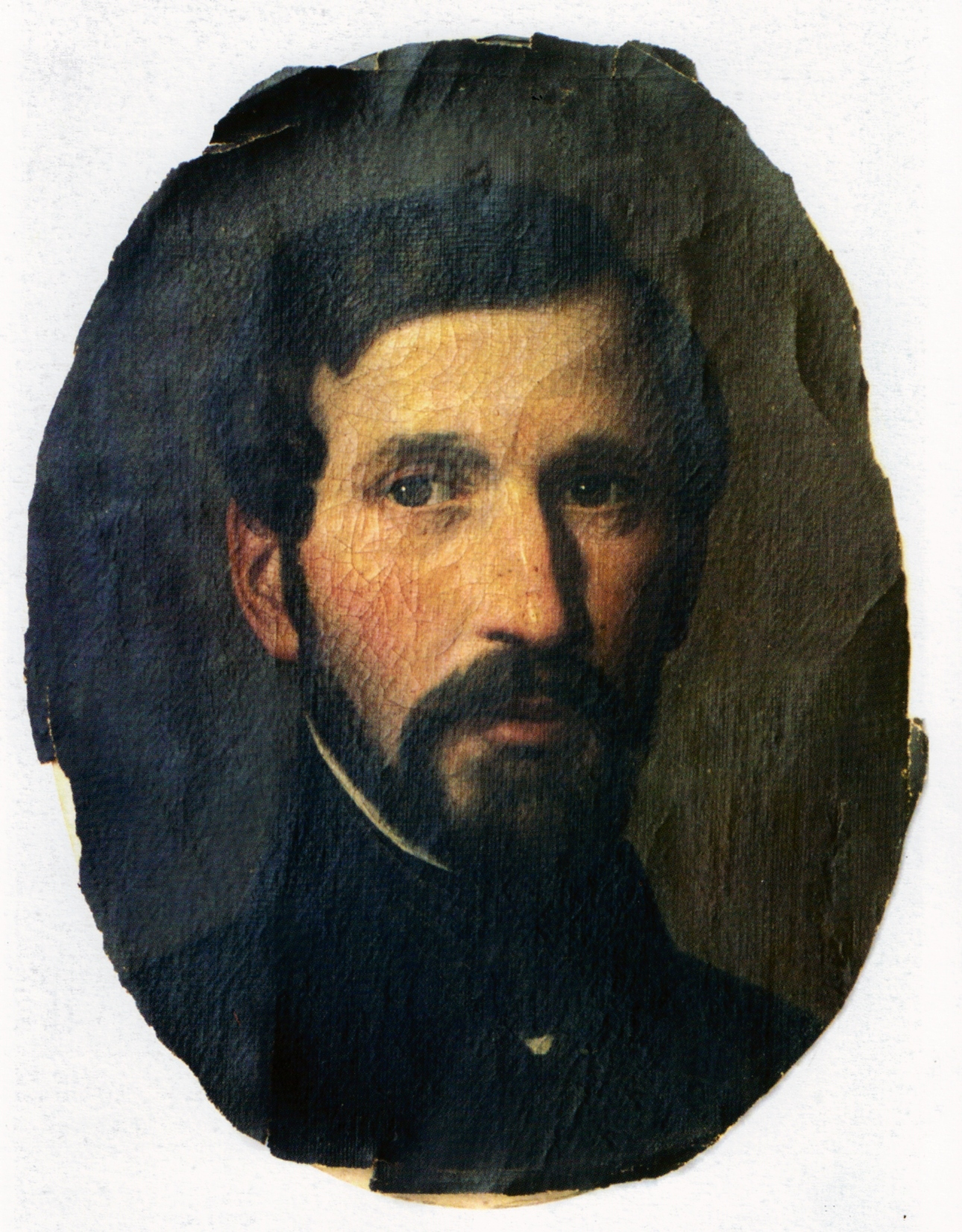
Portretul lui Pera Opran - portret de Constantin Lecca

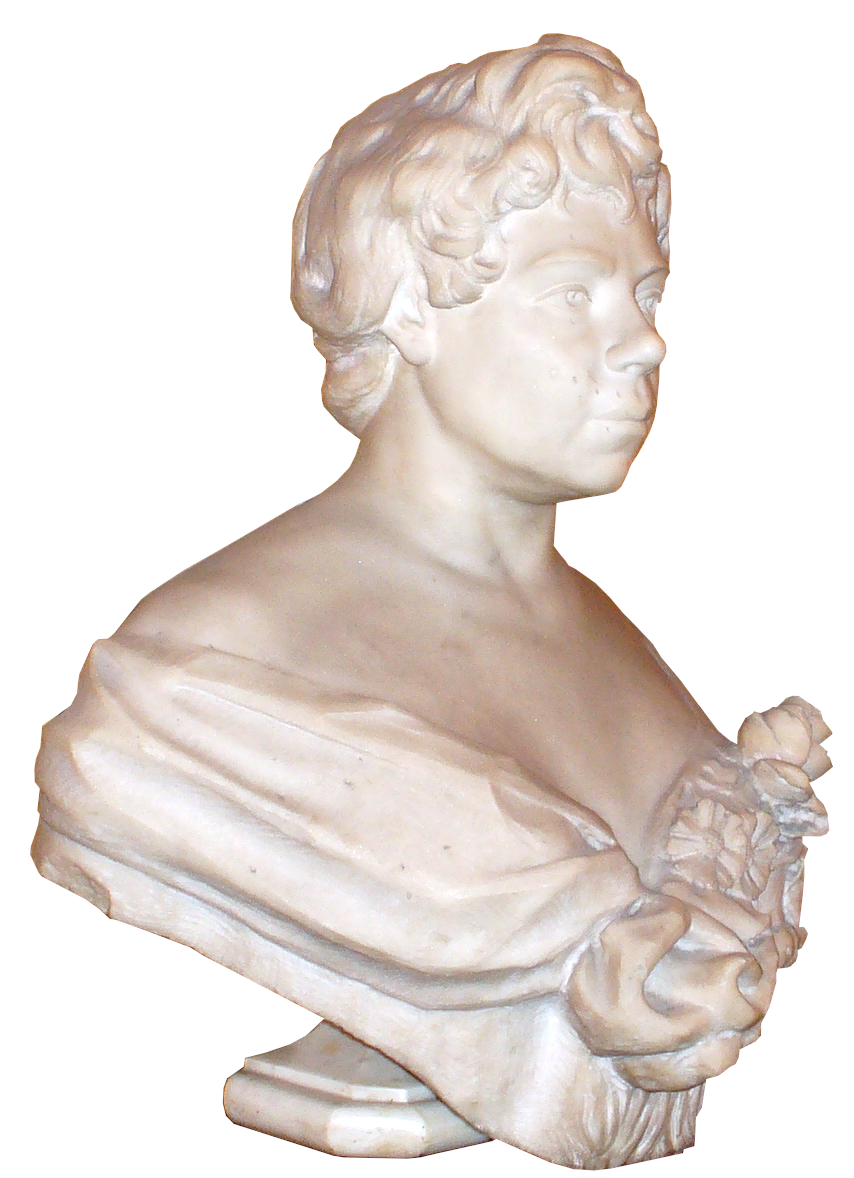
Bustul Elenei Teodorini - de Constantin Bălăceanu

Boierul craiovean Petru (Pera) Opran l-a numit ca director de scenă la Teatrul din Craiova în anul 1851. Din 1854, Teodorini a deținut funcția de director al teatrului timp de 20 de ani.
În 1853 boierul craiovean Petru (Pera) Opran îl aduce director de scenă la Teatrul din Craiova, unde din 1854, timp de 20 de ani, a deținut și funcția de director al acestei instituții.
A fost tatăl sopranei Elena Teodorini. Teodorini a murit în anul 1873 într-un sanatoriu din Viena și ca urmare a fost aruncat la groapa comună.